# Henrique Baptista

## Henrique Baptista
Henrique Baptista (Recife, 27 de Janeiro de 1992) é um automobilista brasileiro.

### Biografia
Nascido em Recife, Henrique Baptista cresceu apaixonado por automobilismo. Disputava corridas de Kart com os amigos até que a brincadeira ficou séria e então o piloto disputou seu primeiro campeonato, em sua terra natal. No ano seguinte Henrique se mudou para a Inglaterra onde vive até hoje. Terminou o ensino médio na University of Sussex se especializando em mecânica.

### Carreira
Henrique iniciou sua carreira no Kart. Competia entre os amigos até que aos 14 anos disputou seu primeiro campeonato. Foi vice-campeão pernambucano em sua primeira participação em campeonatos. Se mudou para a Inglaterra aos 16 anos com apoio da mãe, disputou o campeonato de inverno da Protyre Fórmula Renault BARC onde conquistou dois pódios e foi vice-campeão, em 2008.
Após uma pausa de 4 anos para completar os estudos se especializando em mecânica na University of Sussex , Henrique retomou sua carreira em 2012, disputando a Protyre Formula Renault Championship onde terminou o campeonato na vigésima colocação. Em 2013, com apoio da Scorpio Motrosport disputou novamente o campeonato da Protyre Fórmula Renault BARC, conquistou quartos lugares em Snetterton e Thruxton e terminou metade das corridas entre os dez primeiros colocados. Mesmo sem disputar a primeira etapa por problemas no carro, Henrique terminou o campeonato na nona colocação.
Em 2014 Henrique fará sua estreia na Fórmula 3 Europeia.

## Resultados na Protyre Formula Renault BARC
| Temporada | Equipe              | 1       | 2       | 3       | 4      | 5      | 6      | 7      | 8      | 9       | 10     | 11      | 12     | 13      | 14      | 15      | 16      | Classificação | Pontos |    |
| --------- | ------------------- | ------- | ------- | ------- | ------ | ------ | ------ | ------ | ------ | ------- | ------ | ------- | ------ | ------- | ------- | ------- | ------- | ------------- | ------ | -- |
| 2012      | Scorpio Motorsport  | SNT 12  | SNT 19  | SNT 19  | ROC 24 | ROC 19 | THX 21 | THX 13 | CRO 16 | CRO DNF | DON 18 | DON DNF | DON 17 | SIL DNF | SIL 11  |         |         |               | 20º    | 51 |
| 2013      | Scorpio Motorsports | DON DNS | DON DNS | SNT DNF | SNT 4  | SNT 8  | THX 4  | THX 6  | THX 6  | CRO 11  | CRO 6  | CRO 5   | RCK 15 | RCK 11  | RCK DNF | SIL DNF | SIL DNF | 9º            | 158    |    |
| 2015      | RP Motorsport       |         |         |         |        |        |        |        |        |         |        |         |        |         |         |         |         |               |        |    |

## Ligações Externas
- Site oficial Protyre Formula Renault
- Página oficial no Facebook
- Site oficial[ligação inativa]